# Ligardes
Ligardes (gaskognisch: Ligardas) ist eine französische Gemeinde mit 206 Einwohnern (Stand 1. Januar 2022) im Département Gers in der Region Okzitanien (bis 2015 Midi-Pyrénées); sie gehört zum Arrondissement Condom und zum Gemeindeverband Ténarèze. Die Bewohner nennen sich Ligardais/Ligardaises.

## Geografie
Ligardes liegt rund 13 Kilometer nordöstlich von Condom und 21 Kilometer südwestlich von Agen im Norden des Départements Gers an der Grenze zum Département Lot-et-Garonne. Die Gemeinde besteht aus Weilern, zahlreichen Streusiedlungen und Einzelgehöften. Streckenweise bildet der Fluss Auvignon die westliche und der Fluss Petit Auvignon die östliche Gemeindegrenze.
Nachbargemeinden sind Nomdieu (im Département Lot-et-Garonne) im Norden, Lamontjoie (im Département Lot-et-Garonne) im Nordosten, Pouy-Roquelaure im Osten, Gazaupouy im Süden und Südwesten, Moncrabeau (im Département Lot-et-Garonne) im Westen sowie Francescas (im Département Lot-et-Garonne) im Nordwesten.

## Geschichte
Funde aus gallo-römischer Zeit belegen eine frühe Besiedlung. Vor 1789 gehörte die Gemeinde zur Grafschaft Condomois innerhalb der Gascogne. Ligardes gehörte von 1793 bis 1801 zum District Lectoure und zum Kanton Saint-Mézard. Von 1801 bis 1926 war die Gemeinde dem Arrondissement Lectoure zugeteilt. Seither gehört sie zum Arrondissement Condom. Ligardes gehörte von 1793 bis 1984 zum Kanton Lectoure und von 1984 bis 2015 zum Wahlkreis (Kanton) Condom.

## Bevölkerungsentwicklung
Die Gemeinde zeigt eine für französische Landgemeinden typische Entwicklung mit einem starken Bevölkerungsverlust seit dem frühen 19. Jahrhundert. Zwischen 1800 und 1831 wuchs die Bevölkerung stark. Danach folgte bis heute eine Zeit von starken Bevölkerungsschwankungen mit mehreren Abwanderungswellen und Wachstumsphasen. Heute erreicht die Bevölkerungszahl ihren historischen Tiefpunkt (1831–2016: −68,3 Prozent).
| Jahr                       | 1962 | 1968 | 1975 | 1982 | 1990 | 1999 | 2006 | 2011 | 2020 |
| Einwohner                  | 303  | 280  | 247  | 261  | 269  | 250  | 239  | 222  | 212  |
| Quellen: Cassini und INSEE |      |      |      |      |      |      |      |      |      |

## Sehenswürdigkeiten
- Schloss Château de Campaigno; Monument historique seit 2013[3]
- Kirche Saint-Hilaire aus dem 14. Jahrhundert
- Zentrum mit alten Häusern
- Schlosskapelle
- mehrere Wegkreuze
- Denkmal für die Gefallenen[4]

Mairie (Rathaus) der Gemeinde
Befestigte Kirche Saint-Hilaire
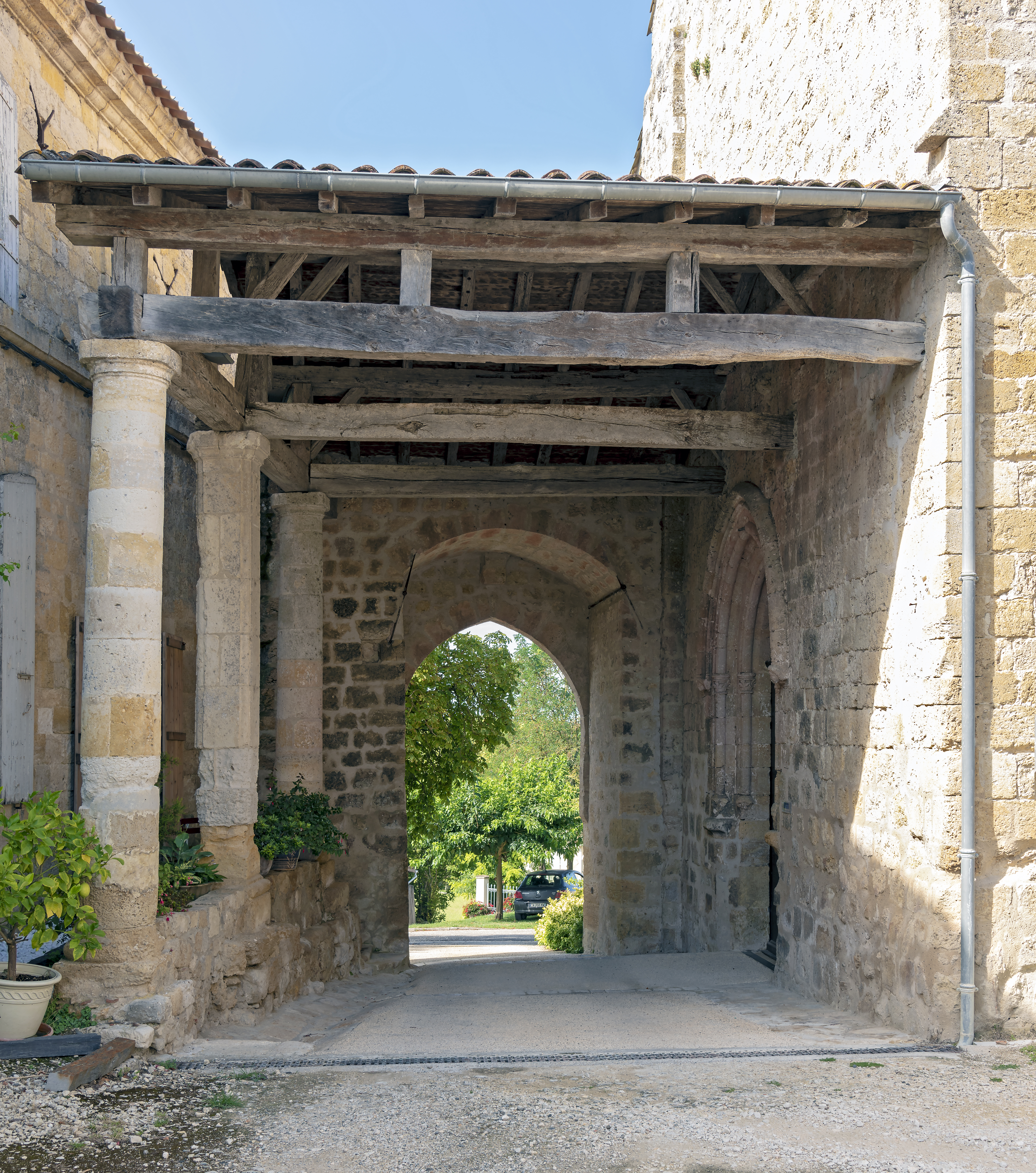
Pforte in der Ortsbefestigung
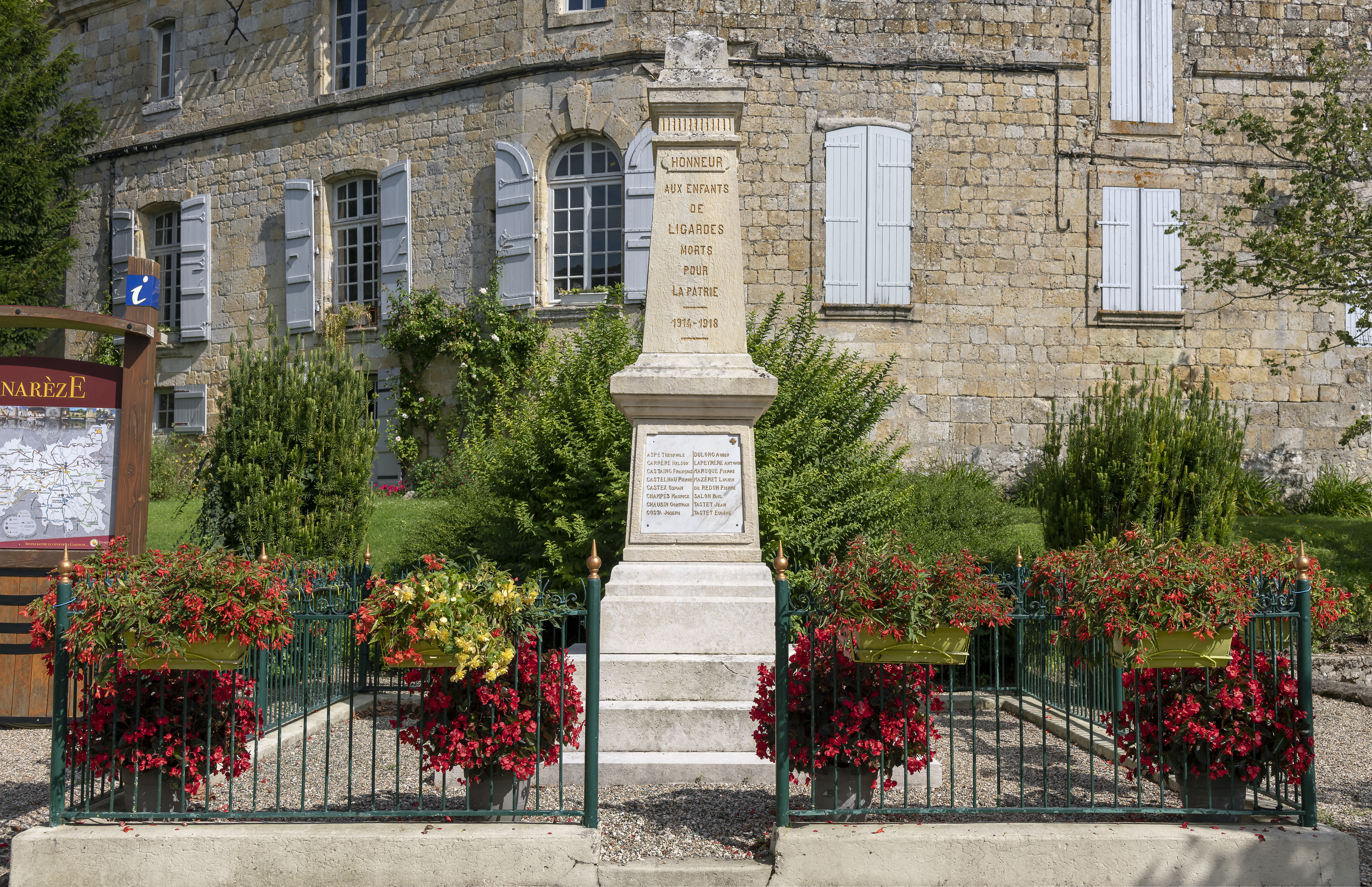
Denkmal für die Gefallenen